# Zofia Bawankiewicz-Potocka
Zofia Bawankiewicz-Potocka (ur. 30 czerwca 1942 w Zaklikowie) – polska aktorka, głównie teatralna, także filmowa i telewizyjna. Absolwentka PWST w Krakowie (1963).

## Teatr
Jeszcze na studiach zagrała w kilku spektaklach wystawianych przez krakowską PWST (1962-63). Po skończeniu studiów w 1963 roku rozpoczęła współpracę z Teatrem Polskim w Bielsku-Białej, gdzie 31 października 1963 nastąpił jej oficjalny debiut w spektaklu Hotel Astoria w reżyserii Mieczysława Górkiewicza. Z teatrem tym związana była do 1967 roku, kiedy przeszła do Teatru Śląskiego im. Wyspiańskiego w Katowicach. Pracowała tam do 1978. Następnie była aktorką Teatru Komedia w Warszawie w latach 1978-81. Od 1981 jest aktorką Teatru Polskiego w Warszawie.

### Role teatralne
- 1962 – Ogień i popiół jako Alix (reż. Jerzy Kaliszewski)
- 1963 – Głupi Jakub (reż. Tadeusz Burnatowicz)
- 1963 – Nie igra się z miłością (reż. Tadeusz Burnatowicz)
- 1963 – Hotel Astoria jako Swietłana (reż. M. Górkiewicz)
- 1963 – Baśń o zaklętym jaworze jako Weronika (reż. zespołowa)
- 1964 – Szkoła żon jako Agnieszka (reż. M. Górkiewicz)
- 1964 – Jak wam się podoba jako Celia (reż. Andrzej Makarewicz)
- 1964 – Wybór jako Profesor Niemczykowa (reż. M. Górkiewicz)
- 1964 – Lilla Weneda jako Lilla Weneda (reż. M. Górkiewicz)
- 1965 – Wizyta starszej pani jako córka Illa (reż. M. Górkiewicz)
- 1965 – Zbójcy jako Amalia (reż. M. Górkiewicz)
- 1965 – Biedermann i podpalacze jako Anna (reż. M. Górkiewicz)
- 1965 – Dziady jako Rozalka; Ewa; Dama III; Panna (reż. M. Górkiewicz)
- 1966 – Podróż na księżyc jako Kot w butach (reż. Henryk Lotar)
- 1966 – Żywot Józefa jako Achiza (reż. Kazimierz Dejmek, J. Stokalska)
- 1966, 1968 – Kram z piosenkami (reż. Barbara Fijewska)
- 1967 – Kariera Artura Ui jako Reporterka (reż. M. Górkiewicz)
- 1967 – Skutarzewski jako Żenia (reż. Marek Okopiński)
- 1968 – Wesele Figara jako Hrabina (reż. Mieczysław Daszewski)
- 1968 – Biografia jako Kobieta w bieli (reż. Jan Skotnicki)
- 1968 – Romeo i Julia jako Julia Capuleti (reż. M. Górkiewicz)
- 1969 – Po górach, po chmurach jako Maria (reż. M. Daszewski)
- 1969 – Księżniczka Turandot jako Adelma (reż. Jerzy Ukleja)
- 1969 – BolszewicyAnna Kizas (reż. M. Górkiewicz)
- 1970 – Zemsta jako Klara (reż. M. Górkiewicz)
- 1970 – Wódko, wódeczko (reż. Ryszard Smożewski)
- 1970 – Niebo i piekło jako Donna Urraca (reż. Jan Klemens)
- 1970 – Cud mniemany, czyli Krakowiacy i Górale jako Krakowianka (reż. Jerzy Rakowiecki)
- 1971 – Śluby panieńskie jako Aniela Dobrójska (reż. Jan Machulski)
- 1971 – Ruy Blas jako Donia Maria Neuburska (reż. Ignacy Gogolewski)
- 1972 – Wieczór Trzech Króli jako Oliwia (reż. Witold Skaruch)
- 1972 – Jak wam się podoba jako Celia (reż. Maryna Broniewska), Teatr Telewizji
- 1973 – Świętoszek jako Elmira (reż. W. Skaruch)
- 1974 – Przedwiośnie jako Laura Kościeniecka (reż. Zbigniew Bogdański)
- 1974 – Kroniki królewskie (reż. I. Gogolewski), Teatr Telewizji
- 1975 – Porwanie Sabinek jako Ernestyna (reż. Danuta Baduszkowa)
- 1977 – Jak wam się podoba jako Febe (reż. Krzysztof Pankiewicz)
- 1978 – Baba-Dziwo jako Petronika Selen-Gondor (reż. Romana Próchnicka)
- 1978 – Uczeń diabła (reż. Marek Tadeusz Nowakowski), Teatr Telewizji
- 1981 – Pan Tadeusz jako Podkomorzanka (reż. August Kowalczyk)
- 1981 – Uciechy staropolskie jako Panna (reż. K. Dejmek)
- 1982 – Vatzlav jako Jedna z ludu (reż. K. Dejmek)
- 1986 – Zaczarowana królewna (reż. K. Dejmek)
- 1987 – Kordian jako  Anioł; Pani (reż. Jan Englert)
- 1988 – Zemsta jako Szlachcianka (reż. K. Dejmek)
- 1989 – Oni jako Dama IV (reż. J. Englert)
- 1989 – Rewizor jako Dama (reż. K. Dejmek)
- 1990 – Vatzlav jako Lud (reż. K. Dejmek), Teatr Telewizji
- 1990 – Człowiek z budki suflera jako Gość w kawiarni (reż. Jan Bratkowski), Teatr Telewizji
- 1991 – Szczęście Frania jako Langmanowa (reż. Bogdan Baer)
- 1995 – Kariera Artura Ui jako Jedna z chóru (reż. Maciej Prus)
- 1997 – Żabusia jako Milewska (reż. B. Baer)
- 1999 – Igraszki z diabłem jako Anioł (reż. Jarosław Kilian)
- 2001 – Don Juan jako Widmo (reż. J. Kilian)
- 2002 – Przygody Sindbada Żeglarza jako Żona Króla; Barabakasentoryna (reż. J. Kilian)
- 2003 – Wnętrze jako Matka (reż. Andrzej Łapicki)
- 2004 – Balladyna jako Gość na balu (reż. J. Kilian)
- 2005 – Odyseja jako Eurykleja (reż. J. Kilian)

## Filmografia
- 1978 – Umarli rzucają cień jako Wdowa Max, gospodyni Krystyny
- 1979 – Ojciec królowej
- 1989 – Stan strachu